# Pelargonium luridum
Pelargonium luridum là một loài thực vật có hoa trong họ Mỏ hạc. Loài này được (Andrews) Sweet mô tả khoa học đầu tiên năm 1825.

## Hình ảnh

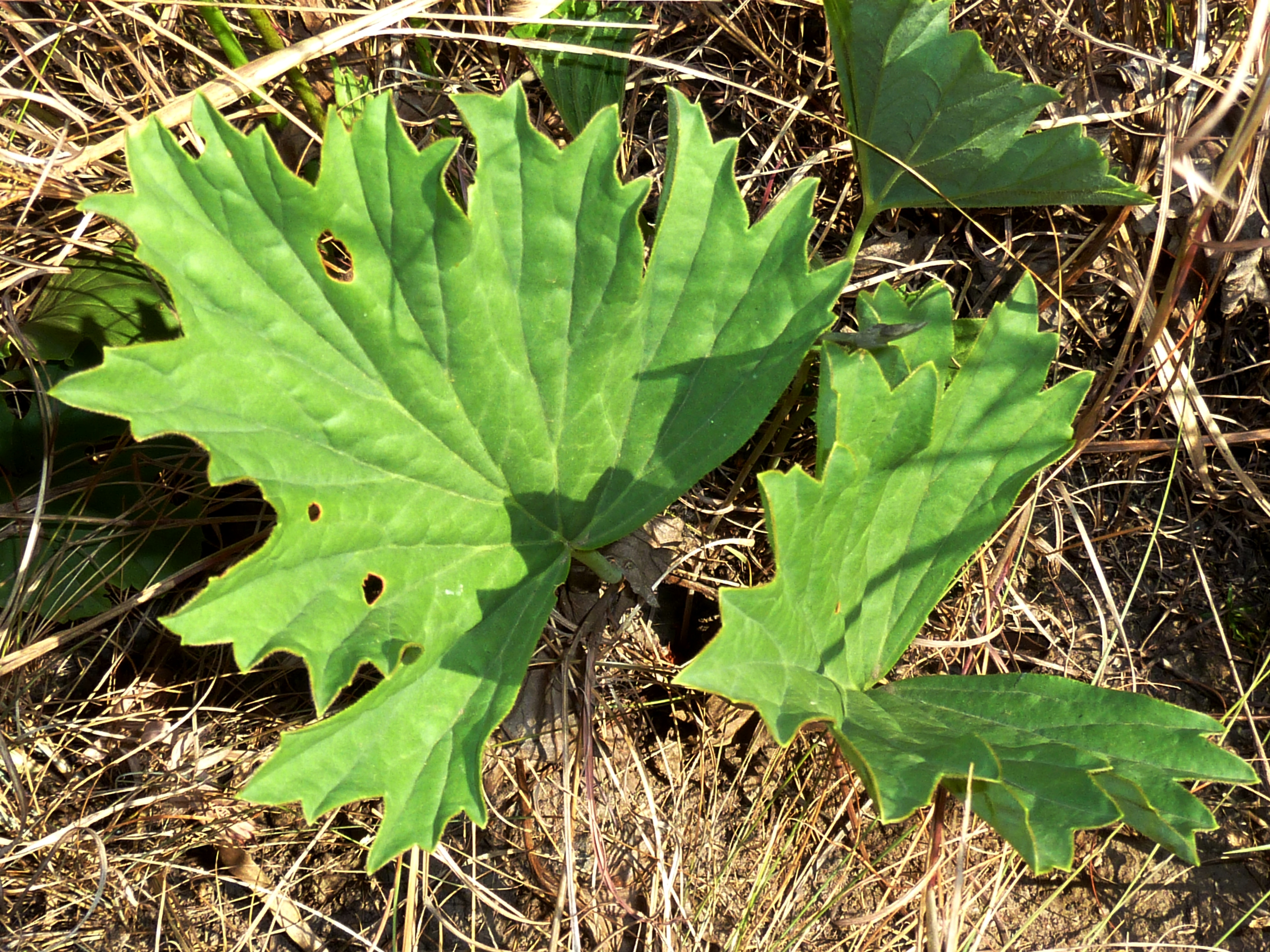
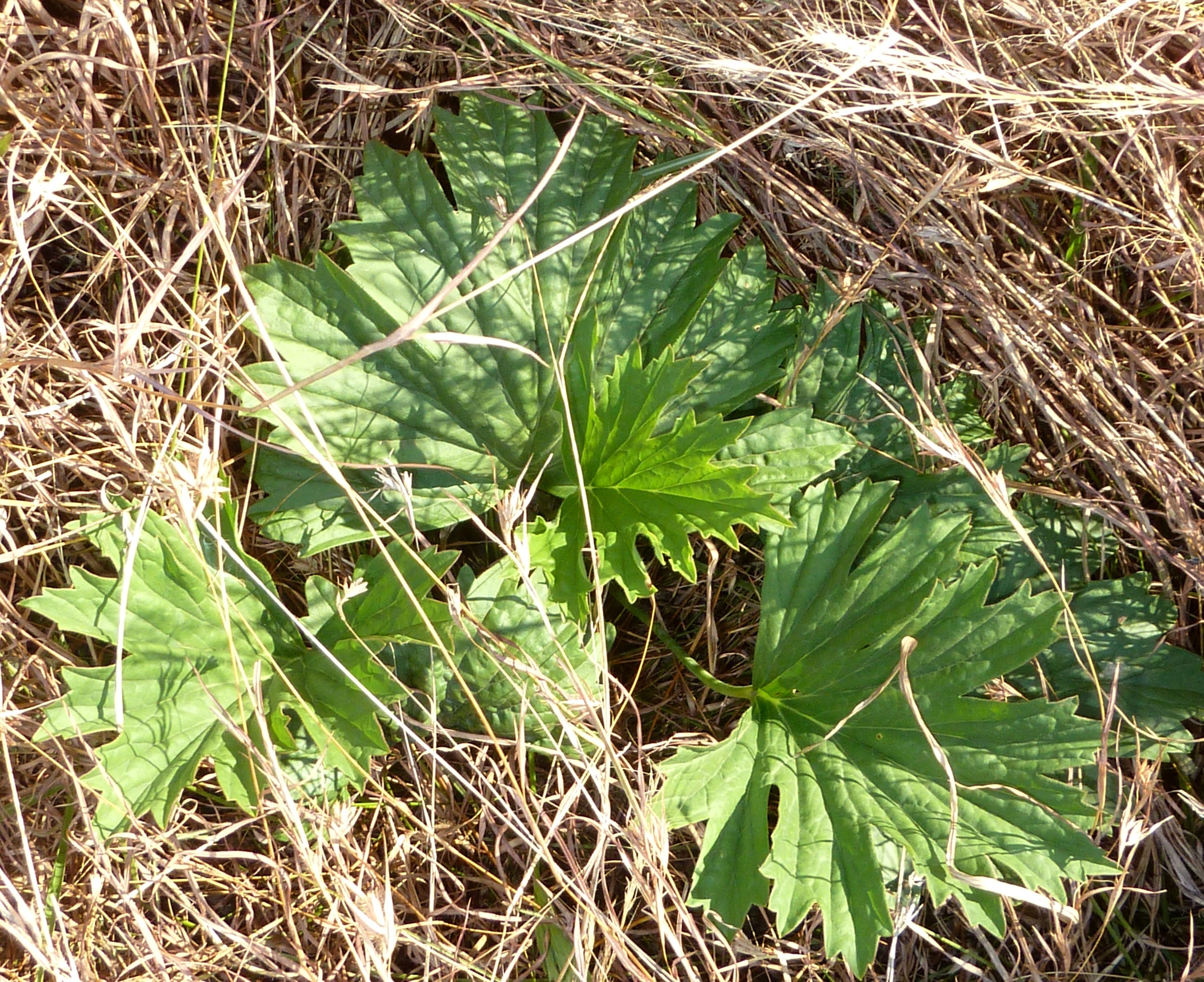